# Igreja Apostólica Plenitude do Trono de Deus
A Igreja Apostólica Plenitude do Trono de Deus (também conhecida como IAPTD) é uma igreja neopentecostal fundada em São Paulo, em 2006, por Agenor Duque e Ingrid Duque, sua esposa. É considerada como sendo parte da terceira onda pentecostal. Seu fundador Agenor Duque é ex-pastor das Igrejas Universal e Mundial.

## História
Agenor Duque iniciou como pastor na Igreja Universal do Reino de Deus. Teve passagens em igrejas localizadas na Região dos Pimentas em Guarulhos e Igreja da Rua Clélia na Lapa, em São Paulo.

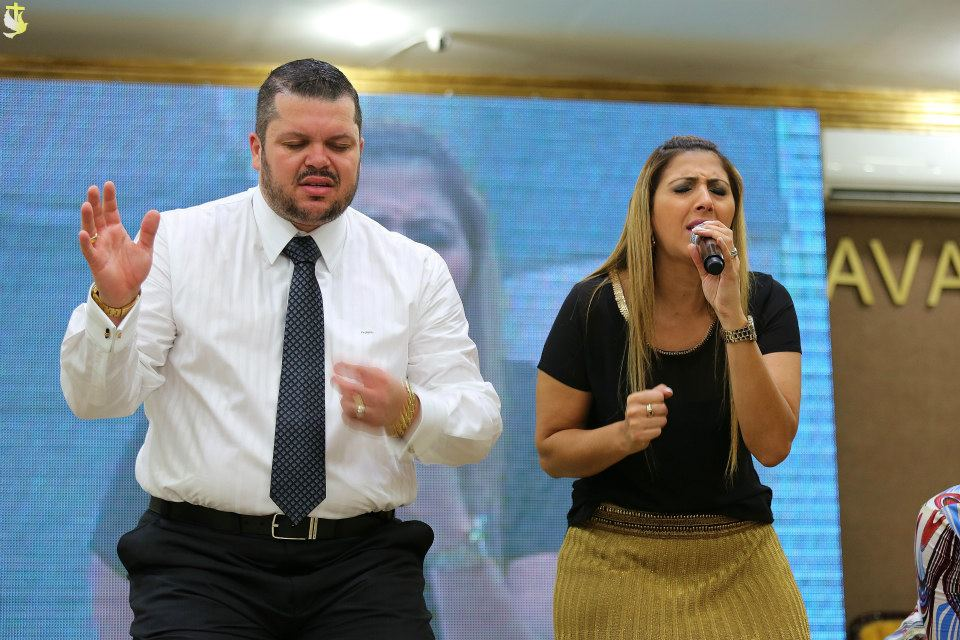
Agenor Duque e Ingrid Duque, durante um culto na antiga sede da Igreja em 2013.

Após trabalho religioso na igreja da Rua Clélia se tornou um pastor notório fazendo programas de rádio e TV. Tempos depois desligou-se da Universal e foi para a Igreja Mundial do Poder de Deus.
Fundou uma nova denominação religiosa em 7 de setembro de 2006.
No primeiro dia de maio de 2019, no Dia do Trabalhador, a Igreja mudou sua sede para outro endereço: Av. Celso Garcia, 380.

## Meios de comunicação
A Igreja prega suas crenças religiosas em meios de rádio e televisão. Possui grande parte da programação da rádio Musical FM, um programa semanal no canal, e atua na televisão através do aluguel da RBI TV e NGT, além de transmitir sua programação para todo o Brasil através da Rede do Bem FM, e da Vida Nova TV, via satélite.
A Igreja tem um site, Facebook, Instagram, e um canal no YouTube.

## Congresso Fogo de Avivamento
O Congresso Fogo de Avivamento para o Brasil é um evento anual organizado pela igreja, foi realizado pela primeira vez em 2009, e é geralmente realizado na época carnavalesca, à igreja afirma:

"Enquanto os ímpios se prostravam diante de baal na Festa da Carne (Carnaval), o Povo Separado de Deus ia a retiros e não batalhavam no mundo espiritual."
A 5° edição do evento em 2013, ocorreu nos dias 9, 12 e 13 de janeiro, e contou com a participação do pastor e evangelista israelense Benny Hinn e dos pastores Marco Feliciano, Abílio Santana e Yossef Akiva, e os cantores Thalles, David Quinlan, Cassiane, Davi Passamani, Damares, entre outros. Atualmente na 6° edição, realizada entre 1 e 5 de março de 2014, contou com a presença de diversos grupos e cantores de música religiosa, e ministros da palavra de Deus.

## Número de igrejas e membros
Atualmente, a Plenitude possui 34 Igrejas em algumas regiões do Brasil, sendo nos estados: São Paulo, Rio de Janeiro, Amazonas, Rio Grande do Sul e Goiás. Possui também cerca de 100 mil membros, espalhados pelo Brasil.
Agenor Duque estiveram em culto na Igreja Plenitude em Boca Raton, Flórida. Como mostra um vídeo publicado na conta oficial do apóstolo, eles estariam inaugurando um templo da igreja no EUA.

## Controvérsias
Em 2014, a igreja recebeu críticas, após publicar fotos no Facebook, onde supostamente o apóstolo Agenor Duque e sua esposa, Ingrid Duque, estariam "ungindo" grandes taças com suco de uva que, seriam usados na santa ceia, logo após a matéria do site Gospel Prime as fotos foram excluídas da rede social.[carece de fontes?] Em resposta, a assessoria de impressa da igreja negou que o suco de uva fosse utilizado para a santa ceia, informou que o suco foi consagrado para ungir os pertences dos fiéis.

Em dezembro de 2015, a revista Época acusou Agenor Duque de charlatanismo, em uma reportagem. No olho da matéria, a jornalista Aline Ribeiro disse: "Numa incansável cruzada por arrecadação, o autointitulado apóstolo Agenor Duque, da Igreja Plenitude do Trono de Deus, pede à plateia que raspe a carteira e que doe até o décimo terceiro salário. Já anda de Porsche e voa de jatinho".